# Jižní Kalimantan
Jižní Kalimantan (indonésky Kalimantan Selatan) je jedna z provincií Indonésie. Rozkládá se na jihovýchodě Kalimantanu, indonéské části ostrova Borneo. Zahrnuje i několik přilehlých ostrovů, z nichž největší je Laut (2062 km²). Hustota zalidnění přesahuje 90 obyv./km².
Hlavním a největším městem je Banjarmasin ležící na břehu řeky Barito na jihozápadě provincie. Banjarmasin se rychle rozrůstá, v roce 2008 zde žilo 627 000 obyvatel. Asi 35 km jihovýchodně se nachází druhé největší město, Banjarbaru.
Většina území je nížinatá, asi čtvrtinu pokrývají bažiny. Přibližně od severovýchodu na jihozápad prostupuje provincii pohoří Meratus, jehož nejvyšší vrchol Besar dosahuje nadmořské výšky 1892 m.
Nejdůležitějšími odvětvími místního hospodářství jsou těžba dřeva, plantážní zemědělství (hlavně produkce kaučuku), využívána jsou také ložiska uhlí. Tyto činnosti však mají výrazný negativní vliv na místní ekosystémy.
Sousedními provinciemi jsou Střední Kalimantan na západě a Východní Kalimantan na severu.